# Championnats de Hongrie d'escrime 1921
Navigation
Édition précédente Édition suivante
Les championnats de Hongrie d'escrime 1921 ont lieu du 3 au 8 mai 1921 à Budapest. Ce sont les dix-septièmes championnats d'escrime en Hongrie. Ils sont organisés par la MVSz.
Les championnats comportent seulement deux épreuves, le fleuret masculin et le sabre masculin.

## Classements
| Épreuves          | Or                   | Argent                   | Bronze                 |
| ----------------- | -------------------- | ------------------------ | ---------------------- |
| Fleuret           |                      |                          |                        |
| Hommes individuel | Péter Tóth MAC       | Zoltán Schenker MOVE BSE | Ödön Tersztyánszky MAC |
| Sabre             |                      |                          |                        |
| Hommes individuel | György Santelli MAFC | József Rády MAC          | Péter Tóth MAC         |